# Giorgio Capitani
Giorgio Capitani (* 29. Dezember 1927 in Paris; † 25. März 2017 in Viterbo) war ein italienischer Filmregisseur und Drehbuchautor.

## Leben
Giorgio Capitani begann seine Karriere 1946 als Regieassistent, unter anderem bei Vittorio Cottafavi. Sein erster eigener Film Du mußt mich vergessen wurde 1953 gedreht. Nach einer Handvoll Melodramen, die auf mildes Interesse stießen, widmete er sich der Synchronregie und war als Regisseur des zweiten Stabes bei größeren Produktionen tätig; einen zweiten Karrierestart erlebte er 1964, als er sich auf Komödien spezialisierte, die er seit Ende der 1980er Jahre als Fernsehproduktionen drehte. Immer wieder streute er aber „ernsthafte“ Filme dazwischen; erfolgreich waren vor allem die Geschichten um Commissario Rocca.
Gegen Ende des 20. Jahrhunderts verlegte er sich auf ernsthaftere, oftmals biografische Stoffe.
Giorgio Capitani wurde in Filmen auch als George Holloway gelistet.

## Filmografie (Auswahl)

### Kino
- 1954: Du mußt mich vergessen (Delirio)
- 1954: Piscatore 'e Pusilleco
- 1955: Il piccolo vetraio
- 1956: La trovatella di Milano
- 1962: Axel Munthe – Der Arzt von San Michele (Ko-Regie)
- 1962: Alarm auf der Valiant (The Valiant) (Drehbuch)
- 1964: Die Stunde der harten Männer (Ercole, Sansone, Maciste e Ursus gli invincibili)
- 1966: … was für eine Nacht, Junge! (Che notte ragazzi!)
- 1967: Die längsten Finger hat Madame (La notte è fatta per … rubare)
- 1968: Das Gold von Sam Cooper (Ognuno per sé)
- 1969: Erzengel (L’arcangelo)
- 1972: Ein Glücksschwein muß kein Ferkel sein (La schiava io ce l’ho e tu no)
- 1975: Die Puppe des Gangsters (La pupa del gangster)
- 1976: Quartett der Leidenschaften (Bruciati da cocente passione)
- 1978: Abendessen mit anschließendem Frühstück (Pane, burro e marmellata) (auch Drehbuch)
- 1978: Io tigro, tu tigri, egli tigra (zwei Episoden)
- 1979: Hummer zum Frühstück (Aragosta a colazione)
- 1980: Ich hasse Blondinen (Odio le bionde)
- 1981: He, Geister! (Bollenti spiriti)
- 1981: Testo di quoio
- 1982: Vai avanti tu che mi vien da ridere
- 1987: Missione eroica - I pompieri 2
- 1988: Das Chaoten-Duo (Arrivederci e grazie)

### Fernsehen
- 1979: Profumo di classe
- 1988: Die Nesthocker (E non se vogliono andare!)
- 1989: Die Nesthocker II (E poi se no vanna?)
- 1995: Weihnachtsfest mit Hindernissen (Natale con papà)
- 1997: Priester im Einsatz (Un prete tra noi) (Serie, 6 Folgen)
- 2000: Der kleine Lord – Retter in der Not (Il ritorno del piccolo lord)
- 2000: Anna
- 2002: Ein Leben für den Frieden – Papst Johannes XXIII. (Papa Giovanni – Ioannes XXIII)
- 2004: Liebe geht durch den Magen (Mai storie d’amore in cucina)
- 2004: Kreuzritter 9 – Die heilige Rita (Rita da Cascia)
- 2005: Callas & Onassis (Callas e Onassis)
- 2006: Papa Luciani – Il sorriso di Dio
- 2009: Puccini (Miniserie)